# Баялдыр
Баялдыр (каз. Баялдыр) — село в Туркестанской области Казахстана. Находится в подчинении городской администрации Кентау. Административный центр и единственный населённый пункт Баялдырского сельского округа. Находится на одноимённой реке примерно в 6 км к северу от города Кентау. Код КАТО — 512035100.
В селе действует средняя школа, клуб, детский сад. 

## Население
В 1999 году население села составляло 2093 человека (1062 мужчины и 1031 женщина). По данным переписи 2009 года, в селе проживало 1528 человек (759 мужчин и 769 женщин).